# Dorpermolen (Meeuwen)
De Dorpermolen of Dorpmolen is een watermolen op de Abeek, gelegen aan Dorpermolenstraat 5 te Meeuwen (gemeente Oudsbergen), in de Belgische provincie Limburg.
Deze onderslagmolen fungeerde als korenmolen. Ter plaatse wordt hij wel aangeduid als voorste molen, ter onderscheid van de Berenheidermolen, de achterste molen, die stroomafwaarts aan de Abeek staat.

## Geschiedenis
Omstreeks 1470 was er al sprake van een molen in deze omgeving. Het was een banmolen van de Bisschoppelijke tafel van Luik. De muurankers op de achtergevel van de huidige molen tonen het jaartal 1758.
De molen heeft een houten onderslagrad, voorzien van metalen schoepen. In 1993 of 1994 werd de molen met haar omgeving beschermd als monument respectievelijk beschermd dorpsgezicht.
In het molenhuis is sinds 1992 horeca gehuisvest, maar een der steenkoppels met verdere maalinrichting is nog aanwezig. Gewoonlijk draait het molenrad echter zonder dit koppel aan te drijven.

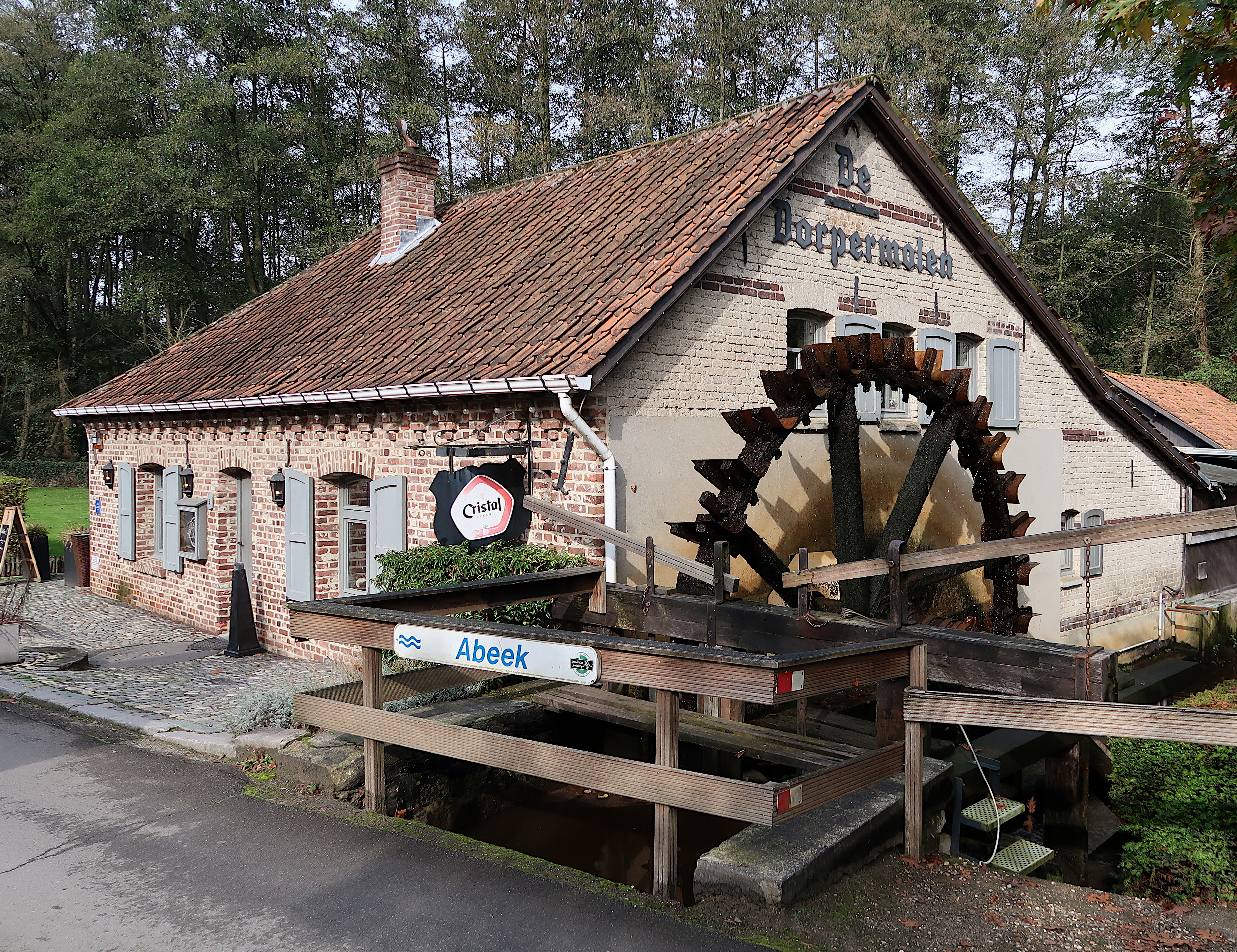
Dorpermolen in 2024

- Inventaris van het Bouwkundig Erfgoed (Vlaanderen): 72456